# Towarzystwo Urbanistów Polskich
Towarzystwo Urbanistów Polskich (oficjalny skrót: TUP) – ogólnopolskie stowarzyszenie społeczno-naukowo-zawodowe urbanistów z siedzibą w Warszawie przy ulicy Lwowskiej 5/100. 

## Historia
Towarzystwo Urbanistów Polskich powstało w styczniu 1923 roku. Inicjatorem jego powstania był Oskar Sosnowski, kierownik nowo powstałego Zakładu Architektury Polskiej Wydziału Architektury Politechniki Warszawskiej, zaś założycielami grupa twórców i naukowców z Politechniki Warszawskiej, Działu Regulacji Miast Ministerstwa Robót Publicznych oraz Miejskiego Biura Regulacji: Jerzy Raczyński, Bruno Zborowski, Juliusz Żakowski, Roman Feliński, Antoni Jawornicki, Adam Kuncewicz, Kazimierz Saski, Józef Jankowski, Józef Podgórski. 

## Działalność
Celem Towarzystwa jest aktywne oddziaływanie na wszelkie dziedziny twórczości i działalności kształtującej zagospodarowanie przestrzenne kraju oraz ochronę środowiska.
Towarzystwo realizuje swoje cele w szczególności poprzez działalność organizacyjną i naukową związaną z organizacją wydarzeń o charakterze lokalnym lub ogólnopolskim, prowadzenie działalności wydawniczej oraz krzewienie w społeczeństwie kultury użytkowania przestrzeni. Towarzystwo podejmuje również współpracę z organami administracji rządowej i samorządowej wyrażając opinie o projektach aktów prawnych oraz poprzez udział w pracach legislacyjnych. Istotnym obszarem działalności jest również doskonalenie i rozpowszechnianie wiedzy specjalistycznej oraz podnoszenie poziomu zawodowego w ramach wewnętrznego systemu potwierdzania kwalifikacji i umiejętności.

## Struktury organizacyjne
Podstawowa struktura organizacyjna Towarzystwa składa się z Zarządu Głównego i Głównej Komisji Rewizyjnej z siedzibą w Warszawie oraz Rady Towarzystwa i Walnego Zjazdu Delegatów.

## Rzeczoznawcy Towarzystwa Urbanistów Polskich
W ramach Towarzystwa funkcjonuje wewnętrzny system podnoszenia kwalifikacji i umiejętności polegający na potwierdzaniu kompetencji członków ubiegających się o wpisanie do rejestru Rzeczoznawców Towarzystwa Urbanistów Polskich. System ten ma na celu doskonalenie i rozpowszechnianie wiedzy specjalistycznej oraz podnoszenie poziomu zawodowego członków Towarzystwa. Tytuł nadaje się w specjalnościach, których wykaz określa Zarząd Główny Towarzystwa i obejmuje planowanie przestrzenne, planowanie regionalne, projektowanie urbanistyczne, rewitalizację urbanistyczną, urbanistykę społeczną, urbanistykę operacyjną, ochronę dziedzictwa urbanistycznego, ekofizjografię urbanistyczną, ruralistykę, projektowanie krajobrazu, systemy transportowe i mobilność, geoinformację i analizę urbanistyczną oraz prawo zagospodarowania przestrzeni.